# سر المنتحرة
سر المنتحرة مسرحية للكاتب المسرحي توفيق الحكيم ألفها عام 1929. تم اقتباس المسرحية الكويتية مراهق في الخمسين عن هذه المسرحية.

## تلخيص المسرحية
"محمود" طبيبٌ خمسيني كان يعيش حياةً روتينية تمامًا مع زوجته "إقبال"، إلى أن ظهرَت في حياته "عزيزة"؛ هذه الفتاةُ الصغيرة التي لجأت إليه في عيادته ولاذَت به في ظروف غامضة، لكنه يتوهَّم أنها تريد إغواءَه فيصدها، وفجأةً تنتحر أمامه من شُرفة عيادته، فيشيع بين الناس أنها انتحرت من أجله، وهنا يتملَّكه الوهم، وتسيطر عليه فكرةُ أنها قد انتحرَت لفرطِ حبها له وصدودِه عنها، فيَغرق في حالةٍ نرجسية خالصة يتجمَّل فيها ويحيا حياةَ كهلٍ مُتصابٍ، إلى أن يتكشَّف له سرٌّ غريب وراء انتحارها لم يكُن في الحسبان! تُرى أيَّ خسارة تكبَّدها في ضلالاته هذه؟ وهل ستكون مَشقَّة التمادي في الوهم أهونَ من مَشقَّة التراجع عنه.

## شخصيات المسرحية
- محمود: الطبيب المتصابي.
- إقبال: زوجة الطبيب.
- عزيزة أو زيزي: الفتاة التي انتحرت
- سالم: الممرض.
- الأم: أم الفتاة.
- السيدة: تأتي في أخر المسرحية.